# A SAINT IN THE NIGHT
『A SAINT IN THE NIGHT』（ア・セイント・イン・ザ・ナイト）は、日本の歌手沢田研二のカバー・アルバム。1991年12月4日、東芝EMIよりリリース。

## 解説
本作は一種の企画作品で、ジャズや映画主題歌などのスタンダードソングを集めたアルバムである。沢田は1984年にスタンダードジャズとして名高い「AMAPOLA（アマポーラ）」を同様のコンセプト（湯川れい子による日本語詞、フルオーケストラ演奏）で制作したことがあり、本作はその企画をさらに追求した作品である。
全ての歌詞は、覚和歌子による日本語の書き下ろしに改められている。またそれに伴い各曲のタイトルも、日本で一般的に定着している邦題とは異なるものがある。そのため、カバーアルバムではあるが、メロディー以外はオリジナル作品に近いともいえる。
演奏は全て、編曲を担当した服部隆之の指揮によるフルオーケストラである。沢田の歌唱もメロウで囁くようなものが多い。
東名阪で開催されたコンサートも服部隆之指揮のもとフルオーケストラの演奏で行われた。（当時のバックバンドJAZZ MASTERから唯一、村上ポンタ秀一が参加。またピアニスト佐山雅弘が沢田と初共演を果たしている。）
覚和歌子は、旧知の仲であったプロデューサー吉田建の抜擢により、本作で初めて沢田に詞を提供、次作『Beautiful World』でも全詞を担当することになる。
当時、缶紅茶が登場した頃で、「紅茶天国」のタイアップを画策したが実現しなかった。

## 収録曲
1. 誰かが僕をみつめてる
（作詞:アイラ・ガーシュウィン、作曲:ジョージ・ガーシュウィン）
2. 薔薇の行方
（作詞:Jimmy Davis/Roger'Ram'Ramirez/Jimmy Sherman、作曲:Jimmy Davis/Roger'Ram'Ramirez/Jimmy Sherman）
3. あなたにはかなわない
（作詞:Irving Berlin、作曲:Irving Berlin）
4. 愛の機械
（作詞:Norman Petty/バディ・ホリー、作曲:Norman Petty/バディ・ホリー）
5. この惑星の終わりに
（作詞:Herman Hupfeld、作曲:Herman Hupfeld）
6. 昼下がりの情事
（作詞: 作曲:F.Dmarchetti）
7. 愛してからでは遅いよ
（作詞:Lee Adams、作曲:Charles Strouse）
8. 天使になれない
（作詞:Arthur Hamilton、作曲:Arthur Hamilton）
9. 夜の聖者
（作詞:Warren Allen Brooks、作曲:Warren Allen Brooks）
10. 紅茶天国
（作詞:Irving Caesar and Otto Harbach、作曲:Vincent Youmans）
11. 昨日のエデン
（作詞:Lee Adams、作曲:Charles Strouse）
12. ロータスの子守歌
（作詞:Sylvia Fine、作曲:Sylvia Fine）

全訳詞:覚和歌子、全編曲:服部隆之

## オリジナル
1. SOMEONE TO WATCH OVER ME
1927年のアメリカミュージカル『OH,KAY!』主題歌。エラ・フィッツジェラルドの歌唱などで著名。
2. LOVER MAN
ジミー・デイビスが入隊中にビリー・ホリデイに提供した楽曲。
3. WHAT'LL I DO?
アメリカの国民的作曲家アーヴィング・バーリンによって1923年に書かれた楽曲。1938年の映画『世紀の楽団 (ALEXANDER'S RAGTIME BAND)』など多くの映画で使用されている、スタンダードナンバー。
4. TRUE LOVE WAYS（二人の恋は）
1965年にヒットした、ピーター・アンド・ゴードン (PETER & GORDON) の楽曲。
5. AS TIME GOES BY（時の過ぎ行くままに）
1931年にハーマン・ハプフェルドによって書かれた楽曲。1942年の映画『カサブランカ』主題歌。
6. FACINATION（魅惑のワルツ）
1957年の映画『昼下りの情事』挿入歌。
7. ONE MORE KISS,DEAR（ワン・モア・キッス）
1982年の映画『ブレードランナー』挿入歌。
8. CRY ME A RIVER
ジュリー・ロンドンの1955年のアルバム『彼女の名はジュリー (JULIE IS HER NAME)』収録曲。彼女の主演による同年の映画『女はそれを我慢できない』挿入歌。
9. BECAUSE I LOVE YOU
1991年に全米No.1ヒットとなった、スティービーBの楽曲。
10. TEA FOR TWO（二人でお茶を）
1925年のイギリスミュージカル『NO, NO, NANETTE』主題歌。1950年の同作リメイク映画『二人でお茶を (TEA FOR TWO)』主題歌。
11. ONCE UPON A TIME
1962年の映画『ALL AMERICAN』挿入歌。
12. LULLABY IN RAGTIME（ラグタイムの子守歌）
1959年の映画『5つの銅貨』挿入歌。作曲者のシルヴィア・ファインはダニー・ケイの妻。

## 参加ミュージシャン
- Piano：佐山雅弘、島健
- Guitar：杉本喜代志
- Wood bass：坂井正之、高水健司
- Drums：村上“ポンタ”秀一
- Latin percussions：木村誠
- Percussions：金山功、春名禎子
- Trumpet：数原晋、小林正弘、菅坡雅彦、林研一郎、横山均
- Trombone：平内保夫、岡田澄雄、清岡太郎、井口秀夫
- Alto saxophone：ジェイク・コンセプション
- Tenor saxophone：高野正幹
- Flute：旭孝、相馬充、木津芳夫
- Oboe：柴山洋
- Clarinet：山根公男、柴欽也、及川豪、渡辺すみか、万行千秋
- Horn：藤田乙比古、南浩之、丸山勉、高野哲夫、阿部雅人
- Harp：朝川朋之、斉藤葉
- Strings：加藤ジョーグループ
- Conductor：服部隆之